# Near miss
Légiközlekedésnél a near miss olyan légikatasztrófának nem minősülő esemény, amelynél az áldozatok száma nagyon kevés vagy nincs is. Ilyen eset volt például egy torontói Air France-járat balesete is, amikor az Airbus A340-es leszállás közben túlfutott a leszállópályán. Szerencsére az összes utas kimenekült a gép felrobbanása előtt, így egyetlen halálos áldozata sem volt e balesetnek. Near miss-ek gyakran történnek, naponta akár több is, de többségük jelentéktelen, nem úgy, mint a valódi katasztrófák, melyek áldozatainak száma elérheti a több százat is. Eredeti jelentése azonban korántsem ez. Tipikusan arra a helyzetre használatos, amikor két repülőgép a levegőben veszélyesen megközelíti egymást. Ilyenkor a személyzetnek módjában áll ún. Incident Report Form kitöltése, amelyet megvizsgálnak és ha az irányítás vagy az egyik személyzet hibájából történt az esemény, a felelősségre vonás (akár büntetőjogi értelemben is) nem marad el.